# Liste der Universitäten in Kansas
Liste von Universitäten und Colleges im US-Bundesstaat Kansas:

## Bundeshochschulen
- Command and General Staff College
- Haskell Indian Nations University

## Staatliche Hochschulen
- Emporia State University
- Fort Hays State University
- Kansas State University
- Pittsburg State University
- University of Kansas
- Washburn University
- Wichita State University

## Private Hochschulen
- Baker University
- Benedictine College
- Bethany College
- Bethel College
- Friends University
- Kansas Wesleyan University
- Manhattan Christian College
- McPherson College
- MidAmerica Nazarene University
- Newman University
- Ottawa University
- Southwestern College
- St. Mary’s College
- Sterling College
- Tabor College, Kansas
- University of Saint Mary